# Bradina dentalis
Bradina dentalis là một loài bướm đêm trong họ Crambidae.